# David Sutcliffe
Pour les articles homonymes, voir Sutcliffe.
David Sutcliffe, né le 8 juin 1969 à Saskatoon, est un acteur canadien. Il est connu pour le rôle de Christopher Hayden dans la série américaine Gilmore Girls.

## Biographie
David Sutcliffe est né le 8 juin 1969 à Saskatoon, Saskatchewan, Canada. Il a grandi à Grimsby et St. Catharines, en Ontario. Son enfance et l'adolescence ont été consacrés aux sports. Il a commencé sa carrière d'acteur tout en fréquentant l'Université de Toronto jusqu'au jour où une blessure au bas du dos l'a forcé à quitter l'équipe de basket-ball universitaire. Il possède un diplôme en littérature anglaise de l'Université de Toronto.
Il a déménagé à Los Angeles en 1998.
Il a été marié à Julie McCullough (mannequin) de 2001 à 2003.

## Filmographie

### Au cinéma
- 2003 : Sous le soleil de Toscane (Under the Tuscan Sun) d'Audrey Wells  : Ed
- 2003 : Testostérone de David Moreton : Dean Seagrave
- 2005 : Break a Leg de Monika Mitchell : Un acteur
- 2005 : Happy Endings de Don Roos : Gil
- 2005 : Cake de Nisha Ganatra : Ian
- 2007 : Towards Darkness de Antonio Negret : Charlie Bain
- 2008 : Misconceptions de Ron Satlof : Parker Bliss, Sr.
- 2008 : Inconceivable de Mary McGuckian : Jon Du Bose
- 2016 : Milton's Secret de Barnet Bain : Bill Adams

### À la télévision

#### Séries télévisées
- 1998 : Les jumelles s'en mêlent (Two of a Kind) : Rick (saison 1, épisode 4)
- 1998 : Will et Grace : Campbell (saison 1, épisode 17)
- 1999 : Cold Feet : Adam Williams (8 épisodes)
- 2000 : Grapevine : Matt Brewer (6 épisodes)
- 2000 : Friends : Kyle (saison 7, épisode 5)
- 2001 - 2007 : Gilmore Girls : Christopher Hayden (37 épisodes)
- 2001 : Providence : Russell Banks (saison 3, épisode 16)
- 2001 : Les Experts : Ian Wolf (saison 2, épisode 3)
- 2002 : Mutant X : Mark Kearney (saison 2, épisode 9)
- 2003 : Les Experts : Miami (CSI: Miami) : Rick Breck (saison 1, épisode 16)
- 2003 - 2004 : I'm with Her : Patrick Owen (22 épisodes)
- 2003 : Division d'élite (The Division) : Dr Jonah Michaelson (6 épisodes)
- 2007 - 2009 : Private Practice : Kevin Nelson (13 épisodes)
- 2009 : Parents par accident (Accidentally on Purpose) : Brian (saison 1, épisodes 3 et 8)
- 2010 : Drop Dead Diva : Charles Ellis (saison 2, épisode 3)
- 2010 : Lie to Me : John Stafford (saison 3, épisode 6)
- 2013 : Cracked : Aidan Black (21 épisodes)
- 2015 : Rookie Blue : Lloyd Hill (saison 6, épisode 2)
- 2015 : Proof : Dr Leonard « Len » Barliss (10 épisodes)
- 2016 : Degrassi : La Nouvelle Promo (Degrassi: Next Class) : Lui-même (saison 1, épisode 6)
- 2016 : Mistresses : Adam (saison 4 - 5 épisodes)
- 2016 : Timeless : Le patron de Lucy (saison 1, épisode 1)
- 2016 : Gilmore Girls : Une nouvelle année (Gilmore Girls: A Year in the Life) : Christopher Hayden (saison 1, épisode 4)
- 2017 : Insecure : Isaac (saison 2, épisode 8)
- 2018 : The Romanoffs : Philip Hayward (saison 1, épisode 6)

#### Téléfilms
- 1997 : Qui a tué ma meilleure amie ? (Melanie Darrow) de Gary Nelson : Carl
- 2005 : L'Héritage de la passion (Murder in the Hamptons) de Jerry Ciccoritti : Ted Ammon
- 2005 : Passions sous la neige (Snow Wonder) de Peter Werner : Jim
- 2005 : Le plus beau jour de l'année (His and Her Christmas) de Farhad Mann : Tom Lane
- 2008 : Sticks and Stones de George Mihalka : Neil Martin
- 2009 : Avant de dire oui ! (Before You Say « I Do ») de Paul Fox : George Murray
- 2010 : Un amour plus que parfait (The Wish List) de Kevin Connor : Fred Jones
- 2010 : La grève de Noël (On Strike for Christmas) de Robert Iscove : Stephen Robertson
- 2011 : La Tornade de l'Apocalypse (Mega Cyclone) de Sheldon Wilson : Jason Newmar
- 2015 : La robe de la mère Noël (Charming Christmas) de Craig Pryce : Nick Smith
- 2016 : Un fiancé qui tombe à pic (The Convenient Groom) de David Winning : Lucas Wright
- 2016 : Dans l'enfer des flammes (Deadly Inferno) de Brent Cote : Colin